# الكسندر بارو
الكسندر بارو (بالإنجليزية: Alexander Barrow)‏ هو محامي وفلاح وسياسي أمريكي، ولد في 27 مارس 1801 في ناشفيل في الولايات المتحدة، وتوفي في 29 ديسمبر 1846 في بالتيمور في الولايات المتحدة. حزبياً، نشط في حزب اليمين. وقد انتخب عضو مجلس نواب لويزيانا وانتخب عضو مجلس الشيوخ الأمريكي.